# Villalcón
Villalcón is een gemeente in de Spaanse provincie Palencia in de regio Castilië en León met een oppervlakte van 26,32 km². Villalcón telt 69 inwoners (1 januari 2016).

## Demografische ontwikkeling
Bron: INE, 1857-2011: volkstellingen